# Kanton Sancerre
Kanton Sancerre (francouzsky Canton de Sancerre) je francouzský kanton v departementu Cher v regionu Centre-Val de Loire. Tvoří ho 18 obcí.

## Obce kantonu
- Bannay
- Bué
- Couargues
- Crézancy-en-Sancerre
- Feux
- Gardefort
- Jalognes
- Menetou-Râtel
- Ménétréol-sous-Sancerre
- Saint-Bouize
- Saint-Satur
- Sancerre
- Sens-Beaujeu
- Sury-en-Vaux
- Thauvenay
- Veaugues
- Verdigny
- Vinon